# Ministri degli affari interni della Bulgaria
I ministri degli affari interni della Bulgaria dal 1879 ad oggi sono i seguenti.

## Lista

### Principato di Bulgaria (1879-1908)
| Ministro       | Ministro         | Ministro                                         | Partito                                                                      | Governo                       | Mandato           | Mandato           |
| Ministro       | Ministro         | Ministro                                         | Partito                                                                      | Governo                       | Inizio            | Fine              |
| -------------- | ---------------- | ------------------------------------------------ | ---------------------------------------------------------------------------- | ----------------------------- | ----------------- | ----------------- |
| Affari interni |                  |                                                  |                                                                              |                               |                   |                   |
|                |                  | Todor Burmov (1834-1906)                         | Partito Conservatore                                                         | Burmov                        | 17 luglio 1879    | 6 dicembre 1879   |
|                |                  | Dimităr Grekov (ad interim) (1847-1901)          | Partito Conservatore                                                         | Drumev I                      | 6 dicembre 1879   | 11 dicembre 1879  |
|                |                  | Vladimir Rože (ad interim) (1843-1906)           | Indipendente                                                                 | Drumev I                      | 11 dicembre 1879  | 31 gennaio 1880   |
|                |                  | Todor Ikonomov (1835-1892)                       | Partito Conservatore                                                         | Drumev I                      | 31 gennaio 1880   | 7 aprile 1880     |
|                |                  | Georgi Tišev (1847-1926)                         | Partito Liberale                                                             | Cankov I                      | 7 aprile 1880     | 10 dicembre 1880  |
|                |                  | Dragan Cankov (1828-1911)                        | Partito Liberale                                                             | Karavelov I                   | 10 dicembre 1880  | 29 dicembre 1880  |
|                |                  | Petko Slavejkov (1827-1895)                      | Partito Liberale                                                             | Karavelov I                   | 29 dicembre 1880  | 9 maggio 1881     |
|                |                  | Johan Casimir Ehrnrooth (ad interim) (1833-1913) | Indipendente                                                                 | Ehrnrooth                     | 9 maggio 1881     | 13 luglio 1881    |
|                |                  | Arnold Remlingen (ad interim) (1841-1900)        | Indipendente                                                                 | Sesto governo della Bulgaria  | 13 luglio 1881    | 12 gennaio 1882   |
|                |                  | Grigor Načovič (1845-1920)                       | Partito Conservatore                                                         | Sesto governo della Bulgaria  | 12 gennaio 1882   | 6 luglio 1882     |
|                |                  | Leonid Sobolev (1844-1913)                       | Indipendente                                                                 | Sobolev                       | 6 luglio 1882     | 16 aprile 1883    |
|                |                  | Nestor Markov (ad interim) (1836-1916)           | Partito Liberale                                                             | Sobolev                       | 16 aprile 1883    | 19 settembre 1883 |
|                |                  | Dragan Cankov (1828-1911)                        | Partito Liberale                                                             | Cankov II                     | 19 settembre 1883 | 14 gennaio 1884   |
| Cankov III     | 14 gennaio 1884  | Dragan Cankov (1828-1911)                        | Partito Liberale                                                             | 11 luglio 1984                |                   |                   |
|                |                  | Petko Slavejkov (1827-1895)                      | Partito Liberale                                                             | Karavelov II                  | 11 luglio 1984    | 12 febbraio 1885  |
|                |                  | Nikola Suknarov (1849-1894)                      | Partito Liberale                                                             | Karavelov II                  | 12 febbraio 1885  | 2 aprile 1885     |
|                |                  | Petko Karavelov (ad interim) (1836-1916)         | Partito Liberale                                                             | Karavelov II                  | 2 aprile 1885     | 21 agosto 1886    |
|                |                  | Dragan Cankov (1828-1911)                        | Partito Liberale Progressista                                                | Drumev II                     | 21 agosto 1886    | 24 agosto 1886    |
|                |                  | Vasil Radoslavov (1854-1929)                     | Partito Liberale Popolare (1886-1887) Partito Liberale (Radoslavisti) (1887) | Karavelov III                 | 24 agosto 1886    | 28 agosto 1886    |
|                | Radoslavov I     | Vasil Radoslavov (1854-1929)                     | Partito Liberale Popolare (1886-1887) Partito Liberale (Radoslavisti) (1887) | 28 agosto 1886                | 12 luglio 1887    |                   |
|                |                  | Georgi Stranski (1847-1904)                      | Partito Liberale Popolare                                                    | Stoilov I                     | 12 luglio 1887    | 1º settembre 1887 |
|                |                  | Stefan Stambolov (1853-1895)                     | Partito Liberale Popolare                                                    | Stambolov                     | 1º settembre 1887 | 31 maggio 1894    |
|                |                  | Konstantin Stoilov (1853-1901)                   | Partito Popolare                                                             | Stoilov II                    | 31 maggio 1894    | 22 dicembre 1894  |
| Stoilov III    | 22 dicembre 1894 | Konstantin Stoilov (1853-1901)                   | Partito Popolare                                                             | 13 novembre 1896              |                   |                   |
| Stoilov III    |                  |                                                  | Najden Benev (1857-1909)                                                     | Partito Popolare              | 13 novembre 1896  | 30 gennaio 1899   |
|                |                  | Vasil Radoslavov (1854-1929)                     | Partito Liberale (Radoslavisti)                                              | Grekov                        | 30 gennaio 1899   | 13 ottobre 1899   |
| Ivančov I      | 13 ottobre 1899  | Vasil Radoslavov (1854-1929)                     | Partito Liberale (Radoslavisti)                                              | 10 dicembre 1900              |                   |                   |
|                |                  | Račo Petrov (1861-1942)                          | Indipendente                                                                 | Ivančov II                    | 10 dicembre 1900  | 21 gennaio 1901   |
| Petrov I       | 21 gennaio 1901  | Račo Petrov (1861-1942)                          | Indipendente                                                                 | 4 marzo 1901                  |                   |                   |
|                |                  | Mihail Sarafov (1854-1924)                       | Partito Liberale Progressista                                                | Karavelov IV                  | 4 marzo 1901      | 4 gennaio 1902    |
| Danev I        | 4 gennaio 1902   | Mihail Sarafov (1854-1924)                       | Partito Liberale Progressista                                                | 22 marzo 1902                 |                   |                   |
| Danev I        |                  |                                                  | Aleksandăr Ljudskanov (1854-1922)                                            | Partito Liberale Progressista | 22 marzo 1902     | 17 novembre 1902  |
| Danev II       | 17 novembre 1902 | 31 marzo 1903                                    | Aleksandăr Ljudskanov (1854-1922)                                            | Partito Liberale Progressista |                   |                   |
| Danev III      | 31 marzo 1903    | 18 maggio 1903                                   | Aleksandăr Ljudskanov (1854-1922)                                            | Partito Liberale Progressista |                   |                   |
|                |                  | Dimităr Petkov (1858-1907)                       | Partito Liberale Popolare                                                    | Petrov II                     | 18 maggio 1903    | 4 novembre 1906   |
| Petkov         | 4 novembre 1906  | Dimităr Petkov (1858-1907)                       | Partito Liberale Popolare                                                    | 12 marzo 1907                 |                   |                   |
|                |                  | Nikola Genadiev (ad interim) (1868-1923)         | Partito Liberale Popolare                                                    | Stančov                       | 12 marzo 1907     | 16 marzo 1907     |
|                |                  | Petăr Gudev (1863-1932)                          | Partito Liberale Popolare                                                    | Gudev                         | 16 marzo 1907     | 29 gennaio 1908   |

### Regno di Bulgaria (1908-1946)
| Ministro                         | Ministro          | Ministro                          | Partito                                                   | Governo                         | Mandato           | Mandato           |
| Ministro                         | Ministro          | Ministro                          | Partito                                                   | Governo                         | Inizio            | Fine              |
| -------------------------------- | ----------------- | --------------------------------- | --------------------------------------------------------- | ------------------------------- | ----------------- | ----------------- |
| Affari interni                   |                   |                                   |                                                           |                                 |                   |                   |
|                                  |                   | Mihail Takev (1864-1920)          | Partito Democratico                                       | Malinov I                       | 29 gennaio 1908   | 18 settembre 1910 |
|                                  |                   | Nikola Mušanov (1872-1951)        | Partito Democratico                                       | Malinov II                      | 16 marzo 1907     | 29 marzo 1911     |
|                                  |                   | Aleksandăr Ljudskanov (1854-1922) | Partito Liberale Progressista                             | Gešov                           | 29 marzo 1911     | 14 giugno 1913    |
| Affari interni e sanità pubblica |                   |                                   |                                                           |                                 |                   |                   |
|                                  |                   | Mihail Mažarov (1854-1944)        | Partito Popolare                                          | Danev IV                        | 14 giugno 1913    | 17 luglio 1913    |
|                                  |                   | Vasil Radoslavov (1854-1929)      | Partito Liberale (Radoslavisti)                           | Radoslavov II                   | 17 luglio 1913    | 30 dicembre 1913  |
| Radoslavov III                   | 30 dicembre 1913  | Vasil Radoslavov (1854-1929)      | Partito Liberale (Radoslavisti)                           | 4 ottobre 1915                  |                   |                   |
| Radoslavov III                   |                   |                                   | Hristo Popov (1858-1951)                                  | Partito Liberale (Radoslavisti) | 4 ottobre 1915    | 7 settembre 1916  |
| Radoslavov III                   |                   |                                   | Vasil Radoslavov (ad interim) (1854-1929)                 | Partito Liberale (Radoslavisti) | 7 settembre 1916  | 21 giugno 1918    |
|                                  |                   | Mihail Takev (1864-1920)          | Partito Democratico                                       | Malinov III                     | 21 giugno 1918    | 17 ottobre 1918   |
| Malinov IV                       | 17 ottobre 1918   | Mihail Takev (1864-1920)          | Partito Democratico                                       | 28 novembre 1918                |                   |                   |
|                                  |                   | Nikola Mušanov (1872-1951)        | Partito Democratico                                       | Teodorov I                      | 28 novembre 1918  | 7 maggio 1919     |
|                                  |                   | Krŭsṭyo Pastukhov (1874-1949)     | Partito Socialdemocratico dei Lavoratori Bulgari (Unito)  | Teodorov II                     | 7 maggio 1919     | 6 ottobre 1919    |
|                                  |                   | Aleksandăr Dimitrov (1878-1921)   | Unione Nazionale Agraria Bulgara                          | Stambolijski I                  | 6 ottobre 1919    | 27 giugno 1921    |
|                                  |                   | Konstantin Tomov (1888-1935)      | Unione Nazionale Agraria Bulgara                          | Stambolijski I                  | 27 giugno 1921    | 9 novembre 1921   |
|                                  |                   | Aleksandăr Radolov (1883-1945)    | Unione Nazionale Agraria Bulgara                          | Stambolijski I                  | 9 novembre 1921   | 5 gennaio 1922    |
|                                  |                   | Rajko Daskalov (1886-1923)        | Unione Nazionale Agraria Bulgara                          | Stambolijski I                  | 5 gennaio 1922    | 9 febbraio 1923   |
|                                  |                   | Aleksandăr Obbov (1887-1975)      | Unione Nazionale Agraria Bulgara                          | Stambolijski II                 | 9 febbraio 1923   | 12 marzo 1923     |
|                                  |                   | Hristo Stojanov (1892-1970)       | Unione Nazionale Agraria Bulgara                          | Stambolijski II                 | 12 marzo 1923     | 9 giugno 1923     |
|                                  |                   | Ivan Rusev (1872-1945)            | Alleanza Popolare (1923) Alleanza Democratica (1923-1926) | Cankov I                        | 9 giugno 1923     | 22 settembre 1923 |
|                                  | Cankov II         | Ivan Rusev (1872-1945)            | Alleanza Popolare (1923) Alleanza Democratica (1923-1926) | 22 settembre 1923               | 4 gennaio 1926    |                   |
|                                  |                   | Andrej Ljapčev (1866-1933)        | Alleanza Democratica                                      | Ljapčev I                       | 4 gennaio 1926    | 12 settembre 1928 |
| Ljapčev II                       | 12 settembre 1928 | Andrej Ljapčev (1866-1933)        | Alleanza Democratica                                      | 15 maggio 1930                  |                   |                   |
| Ljapčev III                      | 15 maggio 1930    | Andrej Ljapčev (1866-1933)        | Alleanza Democratica                                      | 29 giugno 1931                  |                   |                   |
|                                  |                   | Nikola Mušanov (1872-1951)        | Partito Democratico                                       | Malinov V                       | 29 giugno 1931    | 7 settembre 1931  |
|                                  |                   | Aleksandăr Girginov (1879-1953)   | Partito Democratico                                       | Mušanov I                       | 7 settembre 1931  | 12 ottobre 1931   |
| Mušanov II                       | 12 ottobre 1931   | Aleksandăr Girginov (1879-1953)   | Partito Democratico                                       | 31 dicembre 1932                |                   |                   |
| Mušanov III                      | 31 dicembre 1932  | Aleksandăr Girginov (1879-1953)   | Partito Democratico                                       | 19 maggio 1934                  |                   |                   |
|                                  |                   | Petăr Midilev (1875-1939)         | Indipendente                                              | Georgiev I                      | 19 maggio 1934    | 22 gennaio 1935   |
|                                  |                   | Krum Kolev (1890-1970)            | Indipendente                                              | Zlatev                          | 22 gennaio 1935   | 21 aprile 1935    |
|                                  |                   | Raško Atanasov (1885-1945)        | Indipendente                                              | Tošev                           | 21 aprile 1935    | 23 novembre 1935  |
|                                  |                   | Georgi Sapov (1873-1936)          | Indipendente                                              | Kjoseivanov I                   | 23 novembre 1935  | 4 luglio 1936     |
|                                  |                   | Ivan Krasnovski (1882-1941)       | Indipendente                                              | Kjoseivanov II                  | 4 luglio 1936     | 24 gennaio 1938   |
|                                  |                   | Nikolaj Nikolaev (1887-1961)      | Indipendente                                              | Kjoseivanov II                  | 24 gennaio 1938   | 14 novembre 1938  |
|                                  |                   | Nikola Nedev (1886-1970)          | Indipendente                                              | Kjoseivanov III                 | 14 novembre 1938  | 23 ottobre 1939   |
| Kjoseivanov IV                   | 23 ottobre 1939   | Nikola Nedev (1886-1970)          | Indipendente                                              | 15 febbraio 1940                |                   |                   |
|                                  |                   | Petăr Gabrovski (1898-1945)       | Indipendente                                              | Filov I                         | 15 febbraio 1940  | 11 aprile 1942    |
| Filov II                         | 11 aprile 1942    | Petăr Gabrovski (1898-1945)       | Indipendente                                              | 14 settembre 1943               |                   |                   |
|                                  |                   | Dočo Hristov (1895-1945)          | Indipendente                                              | Božilov                         | 14 settembre 1943 | 1º giugno 1944    |
|                                  |                   | Aleksandăr Stanišev (1886-1945)   | Indipendente                                              | Bagrjanov                       | 1º giugno 1944    | 2 settembre 1944  |
|                                  |                   | Vergil Dimov (1901-1979)          | Unione Nazionale Agraria Bulgara "Vrabča 1"               | Muraviev                        | 2 settembre 1944  | 9 settembre 1944  |
| Affari interni                   |                   |                                   |                                                           |                                 |                   |                   |
|                                  |                   | Anton Jugov (1904-1991)           | Partito Comunista Bulgaro                                 | Georgiev II                     | 9 settembre 1944  | 31 marzo 1946     |
| Georgiev III                     | 31 marzo 1946     | Anton Jugov (1904-1991)           | Partito Comunista Bulgaro                                 | 23 novembre 1946                |                   |                   |

### Repubblica Popolare di Bulgaria (1946-1990)
| Ministro       | Ministro          | Ministro                     | Partito                                  | Governo                    | Mandato          | Mandato           |
| Ministro       | Ministro          | Ministro                     | Partito                                  | Governo                    | Inizio           | Fine              |
| -------------- | ----------------- | ---------------------------- | ---------------------------------------- | -------------------------- | ---------------- | ----------------- |
| Affari interni |                   |                              |                                          |                            |                  |                   |
|                |                   | Anton Jugov (1904-1991)      | Partito Comunista Bulgaro                | Dimitrov I                 | 23 novembre 1946 | 12 dicembre 1947  |
| Dimitrov II    | 12 dicembre 1947  | Anton Jugov (1904-1991)      | Partito Comunista Bulgaro                | 20 luglio 1949             |                  |                   |
| Kolarov I      | 20 luglio 1949    | Anton Jugov (1904-1991)      | Partito Comunista Bulgaro                | 6 agosto 1949              |                  |                   |
| Kolarov I      |                   |                              | Rusi Hristozov (1914-1990)               | Partito Comunista Bulgaro  | 6 agosto 1949    | 20 gennaio 1950   |
| Kolarov II     | 20 gennaio 1950   | 6 gennaio 1951               | Rusi Hristozov (1914-1990)               | Partito Comunista Bulgaro  |                  |                   |
| Kolarov II     |                   |                              | Georgi Cankov (1913-1990)                | Partito Comunista Bulgaro  | 6 gennaio 1951   | 20 gennaio 1954   |
| Červenkov      | 20 gennaio 1954   | 18 aprile 1956               | Georgi Cankov (1913-1990)                | Partito Comunista Bulgaro  |                  |                   |
| Jugov I        | 18 aprile 1956    | 15 gennaio 1958              | Georgi Cankov (1913-1990)                | Partito Comunista Bulgaro  |                  |                   |
| Jugov II       | 15 gennaio 1958   | 17 marzo 1962                | Georgi Cankov (1913-1990)                | Partito Comunista Bulgaro  |                  |                   |
|                |                   | Diko Dikov (1910-1985)       | Partito Comunista Bulgaro                | Jugov III                  | 17 marzo 1962    | 27 novembre 1962  |
| Živkov I       | 27 novembre 1962  | Diko Dikov (1910-1985)       | Partito Comunista Bulgaro                | 12 marzo 1966              |                  |                   |
| Živkov II      | 12 marzo 1966     | Diko Dikov (1910-1985)       | Partito Comunista Bulgaro                | 27 dicembre 1968           |                  |                   |
| Živkov II      |                   |                              | Angel Solakov (1922-1998)                | Partito Comunista Bulgaro  | 27 dicembre 1968 | 9 luglio 1971     |
|                |                   | Angel Canev (1912-2003)      | Partito Comunista Bulgaro                | Todorov I                  | 9 luglio 1971    | 7 aprile 1973     |
|                |                   | Dimităr Stojanov (1928-1999) | Partito Comunista Bulgaro                | Todorov I                  | 7 aprile 1973    | 17 giugno 1976    |
| Todorov II     | 17 giugno 1976    | Dimităr Stojanov (1928-1999) | Partito Comunista Bulgaro                | 18 giugno 1981             |                  |                   |
| Filipov        | 18 giugno 1981    | Dimităr Stojanov (1928-1999) | Partito Comunista Bulgaro                | 19 giugno 1986             |                  |                   |
| Atanasov       | 19 giugno 1986    | Dimităr Stojanov (1928-1999) | Partito Comunista Bulgaro                | 2 gennaio 1990             |                  |                   |
| Atanasov       |                   |                              | Atanas Semerdžiev (1924-2015)            | Partito Comunista Bulgaro  | 2 gennaio 1990   | 8 febbraio 1990   |
| Lukanov I      | 8 febbraio 1990   | 2 agosto 1990                | Atanas Semerdžiev (1924-2015)            | Partito Comunista Bulgaro  |                  |                   |
| Lukanov I      |                   |                              | Stojan Stojanov (ad interim) (1945-2020) | Partito Socialista Bulgaro | 2 agosto 1990    | 5 settembre 1990  |
| Lukanov I      |                   |                              | Penčo Penev (1947)                       | Partito Socialista Bulgaro | 5 settembre 1990 | 21 settembre 1990 |
| Lukanov II     | 21 settembre 1990 | 15 novembre 1990             | Penčo Penev (1947)                       | Partito Socialista Bulgaro |                  |                   |

### Bulgaria|Repubblica di Bulgaria (1990-presente)
| Ministro       | Ministro          | Ministro                    | Partito                                                    | Governo                         | Mandato           | Mandato           |
| Ministro       | Ministro          | Ministro                    | Partito                                                    | Governo                         | Inizio            | Fine              |
| -------------- | ----------------- | --------------------------- | ---------------------------------------------------------- | ------------------------------- | ----------------- | ----------------- |
| Affari interni |                   |                             |                                                            |                                 |                   |                   |
|                |                   | Penčo Penev (1947)          | Partito Socialista Bulgaro                                 | Lukanov II                      | 15 novembre 1990  | 22 dicembre 1990  |
|                |                   | Hristo Danov (1922-2003)    | Indipendente                                               | Popov                           | 22 dicembre 1990  | 8 novembre 1991   |
|                |                   | Jordan Sokolov (1933-2016)  | Unione delle Forze Democratiche                            | Dimitrov                        | 8 novembre 1991   | 30 dicembre 1992  |
|                |                   | Viktor Mihajlov (1944)      | Indipendente                                               | Berov                           | 30 dicembre 1992  | 17 ottobre 1994   |
|                |                   | Čavdar Červenkov (1949)     | Indipendente                                               | Indžova                         | 17 ottobre 1994   | 25 gennaio 1995   |
|                |                   | Ljubomir Načev (1954-2006)  | Partito Socialista Bulgaro                                 | Videnov                         | 25 gennaio 1995   | 10 maggio 1996    |
|                |                   | Nikolaj Dobrev (1947-1999)  | Partito Socialista Bulgaro                                 | Videnov                         | 10 maggio 1996    | 12 febbraio 1997  |
|                |                   | Bogomil Bonev (1957)        | Unione delle Forze Democratiche                            | Sofijanski                      | 12 febbraio 1997  | 21 maggio 1997    |
| Kostov         | 21 maggio 1997    | Bogomil Bonev (1957)        | Unione delle Forze Democratiche                            | 21 dicembre 1999                |                   |                   |
| Kostov         |                   |                             | Emanuil Jordanov (1960)                                    | Unione delle Forze Democratiche | 21 dicembre 1999  | 24 luglio 2001    |
|                |                   | Georgi Petkanov (1947-2015) | Movimento Nazionale Simeone Secondo                        | Sakskoburggocki                 | 24 luglio 2001    | 17 agosto 2005    |
|                |                   | Rumen Petkov (1961)         | Partito Socialista Bulgaro                                 | Stanišev                        | 17 agosto 2005    | 24 aprile 2008    |
|                |                   | Mihail Mikov (1960)         | Partito Socialista Bulgaro                                 | Stanišev                        | 24 aprile 2008    | 27 luglio 2009    |
|                |                   | Cvetan Cvetanov (1965)      | Cittadini per lo Sviluppo Europeo della Bulgaria           | Borisov I                       | 27 luglio 2009    | 13 marzo 2013     |
|                |                   | Petja Părvanova (1960)      | Indipendente                                               | Rajkov                          | 13 marzo 2013     | 29 maggio 2013    |
|                |                   | Cvetlin Jovčev (1964)       | Indipendente                                               | Orešarski                       | 29 maggio 2013    | 6 agosto 2014     |
|                |                   | Jordan Bakalov (1960)       | Unione delle Forze Democratiche                            | Bliznaški                       | 6 agosto 2014     | 7 novembre 2014   |
|                |                   | Veselin Vučkov (1968)       | Cittadini per lo Sviluppo Europeo della Bulgaria           | Borisov II                      | 7 novembre 2014   | 11 marzo 2015     |
|                |                   | Rumjana Băčvarova (1959)    | Cittadini per lo Sviluppo Europeo della Bulgaria           | Borisov II                      | 11 marzo 2015     | 27 gennaio 2017   |
|                |                   | Plamen Uzunov (1972)        | Indipendente                                               | Gerdžikov                       | 27 gennaio 2017   | 4 maggio 2017     |
|                |                   | Valentin Radev (1958)       | Cittadini per lo Sviluppo Europeo della Bulgaria           | Borisov III                     | 4 maggio 2017     | 20 settembre 2018 |
|                |                   | Mladen Marinov (1971)       | Cittadini per lo Sviluppo Europeo della Bulgaria           | Borisov III                     | 20 settembre 2018 | 12 maggio 2021    |
|                |                   | Bojko Raškov (1954)         | Indipendente (2021) Continuiamo il Cambiamento (2021-2022) | Janev I                         | 12 maggio 2021    | 16 settembre 2021 |
| Janev II       | 16 settembre 2021 | Bojko Raškov (1954)         | Indipendente (2021) Continuiamo il Cambiamento (2021-2022) | 13 dicembre 2021                |                   |                   |
|                | Petkov            | Bojko Raškov (1954)         | Indipendente (2021) Continuiamo il Cambiamento (2021-2022) | 13 dicembre 2021                | 2 agosto 2022     |                   |
|                |                   | Ivan Demerdžiev (1975)      | Indipendente                                               | Donev I                         | 2 agosto 2022     | 3 febbraio 2023   |
| Donev II       | 3 febbraio 2023   | Ivan Demerdžiev (1975)      | Indipendente                                               | 6 giugno 2023                   |                   |                   |
|                |                   | Kalin Stojanov (1981)       | Indipendente                                               | Denkov                          | 6 giugno 2023     | 9 aprile 2024     |
| Glavčev I      | 9 aprile 2024     | Kalin Stojanov (1981)       | Indipendente                                               | 27 agosto 2024                  |                   |                   |
|                |                   | Atanas Ilkov (1964)         | Indipendente                                               | Glavčev II                      | 27 agosto 2024    | 16 gennaio 2025   |
|                |                   | Daniel Mitov (1977)         | Cittadini per lo Sviluppo Europeo della Bulgaria           | Željazkov                       | 16 gennaio 2025   | in carica         |